# رایسا گورباچوا
رایسا گورباچوا (به انگلیسی: Raisa Gorbacheva) (زاده ۵ ژانویه ۱۹۳۲ – درگذشته ۲۰ سپتامبر ۱۹۹۹) فعال روسی بود. او همسر میخائیل گورباچف آخرین رهبر و رئیس جمهور اتحاد شوروی بود.
رایسا گورباچف در ۲۰ سپتامبر ۱۹۹۹، در سن ۶۷ سالگی بر اثر ابتلا به سرطان خون در آلمان درگذشت.